# Michel Goba
Pour les articles homonymes, voir Goba (homonymie).
Michel Goba est un footballeur international ivoirien né le 8 août 1961 à Abidjan.

## Biographie
Attaquant, il évolue dans des clubs de Division 2 en France, notamment Brest, Angoulême et Dunkerque.
Il est par ailleurs l'oncle de l'attaquant de Chelsea FC et des Eléphants de Côte d'Ivoire, Didier Drogba, dont il fut aussi le tuteur.

## Clubs
- Africa Sports National
- 1982-1983 :  Stade brestois (16 matchs & 5 buts en championnat)
- 1983-1984 :  AS Angoulême (26 matchs & 3 buts en championnat)
- 1984-1985 :  USL Dunkerque (28 matchs & 6 buts en championnat)
- 1985 :  Besançon RC (18 matchs & 6 buts en championnat)
- 1986-1989 :  USL Dunkerque (65 matchs & 20 buts en championnat)
- 1989-1990 :  SC Abbeville (16 matchs & 0 but en championnat)